# John Makdessi
John Wayne Makdessi (Halifax, 3 de maio de 1985) é um lutador de MMA canadense, atualmente ele compete no peso-leve do Ultimate Fighting Championship.

## Carreira no MMA

### Início da Carreira
Começou a treinar Taekwondo com 6 anos de idade, quando começou o ensino médio, porém, com seu dojo fechado, ele não podia mais continuar. Perto do final do ensino médio com 17 anos, ele encontrou um Dojo de Karatê. Ele passou muito de seu tempo competindo em torneios de Kickboxing, e em 2006 ganhou uma medalha de ouro no USKBA. Depois de passar 22-0 em Kickboxing, começou a treinar MMA.

### Ultimate Fighting Championship
Makdessi foi contratado pelo UFC em 2010 para fazer uma luta promocional contra Pat Audinwood em 11 de Dezembro de 2010 no UFC 124. Com desvantagem na altura e alcance, Makdessi foi capaz de dominar Audinwood com chutes inventivos e ainda conseguir bloquear seus golpes. Makdessi venceu por Decisão Unânime.
Makdessi era esperado para enfrentar o vencedor do The Ultimate Fighter 12 Jonathan Brookins em 30 de Abril de 2011 no UFC 129. Porém Brookins se lesionou e Makdessi enfrentou o também participante do TUF 12 Kyle Watson. Makdessi venceu por Nocaute com um belo soco rodado no terceiro round.
Makdessi era esperado para enfrentar Paul Taylor em 14 de Agosto de 2011 no UFC on Versus 5. Porém Makdessi retirou-se da luta devido a uma lesão.
Makdessi enfrentou Dennis Hallman em 10 de Dezembro de 2011 no UFC 140. Hallman foi capaz de derrubar Makdessi no primeiro round, combinando com vários ataques de ground and pound, e terminando a luta com uma Finalização no primeiro round. Foi a primeira derrota da carreira de Makdessi.
Makdessi enfrentou Anthony Njokuani em 21 de Abril de 2012 no UFC 145. Makdessi perdeu por Decisão Unânime.
Em seguida Makdessi enfrentou Sam Stout em 17 de Novembro de 2012 no UFC 154. Makdessi venceu por Decisão Unânime.
Makdessi enfrentou Daron Cruickshank em 16 de Março de 2013 no UFC 158. Makdessi venceu por Decisão Unânime.
Makdessi era esperado para enfrentar Edson Barboza em 6 de Julho de 2013 no UFC 162, porém uma lesão o tirou do combate. Seu substituto foi Rafaello Oliveira.
Makdessi enfrentou Renee Forte em 21 de Setembro de 2013 no UFC 165. Ele venceu por nocaute no primeiro round.
Makdessi enfrentou o invicto Alan Patrick em 1 de Fevereiro de 2014 no UFC 169. Makdessi perdeu por decisão unânime.
Ele era esperado para enfrentar Abel Trujillo em 25 de Abril de 2015 no UFC 186. No entanto, uma lesão Trujillo quebrou seu braço e foi substituído por Shane Campbell. Makdessi venceu por nocaute técnico no primeiro round.
Apenas cinco dias após sua vitória, Makdessi foi colocado para enfrentar o top contender Donald Cerrone em 23 de Maio de 2015 no UFC 187, substituindo o lesionado Khabib Nurmagomedov. John foi derrotado por nocaute técnico no segundo round por desistência.
Makdessi enfrentou Yancy Medeiros em 12 de Dezembro de 2015 no UFC 194. Ele foi derrotado por decisão dividida.
Makdessi enfrentou o francês Mehdi Baghdad em 07 de Julho de 2016 no UFC Fight Night: dos Anjos vs. Alvarez, ele venceu o combate decisão dividida.

## Cartel no MMA
| Cartel no MMA   |             |            |
| 25 lutas        | 18 vitórias | 7 derrotas |
| Por nocaute     | 9           | 2          |
| Por finalização | 0           | 1          |
| Por decisão     | 9           | 4          |

| Res.    | Cartel | Oponente           | Método                          | Evento                                 | Data       | Round | Tempo | Local                 | Notas                                              |
| ------- | ------ | ------------------ | ------------------------------- | -------------------------------------- | ---------- | ----- | ----- | --------------------- | -------------------------------------------------- |
| Derrota | 18-8   | Nasrat Haqparast   | Decisão (unânime)               | UFC Fight Night: Gane vs. Tuivasa      | 03/09/2022 | 3     | 5:00  | Paris                 |                                                    |
| Vitória | 18-7   | Ignacio Bahamondes | Decisão (dividida)              | UFC on ABC: Vettori vs. Holland        | 10/04/2021 | 3     | 5:00  | Las Vegas, Nevada     |                                                    |
| Derrota | 17-7   | Francisco Trinaldo | Decisão (unânime)               | UFC Fight Night: Lee vs. Oliveira      | 14/03/2020 | 3     | 5:00  | Brasília              |                                                    |
| Vitória | 17-6   | Jesús Pinedo       | Decisão (unânime)               | UFC Fight Night: Thompson vs. Pettis   | 23/03/2019 | 3     | 5:00  | Nashville, Tennessee  |                                                    |
| Vitória | 16-6   | Ross Pearson       | Decisão (unânime)               | UFC on Fox: Alvarez vs. Poirier II     | 28/07/2018 | 3     | 5:00  | Calgary, Alberta      |                                                    |
| Vitória | 15-6   | Abel Trujillo      | Decisão (unânime)               | UFC on Fox: Lawler vs. dos Anjos       | 16/12/2017 | 3     | 5:00  | Winnipeg, Manitoba    |                                                    |
| Derrota | 14-6   | Lando Vannata      | Nocaute (chute rodado)          | UFC 206: Holloway vs. Pettis           | 10/12/2016 | 1     | 1:40  | Toronto, Ontario      |                                                    |
| Vitória | 14-5   | Mehdi Baghdad      | Decisão (dividida)              | UFC Fight Night: dos Anjos vs. Alvarez | 07/07/2016 | 3     | 5:00  | Las Vegas, Nevada     |                                                    |
| Derrota | 13-5   | Yancy Medeiros     | Decisão (dividida)              | UFC 194: Aldo vs. McGregor             | 12/12/2015 | 3     | 5:00  | Las Vegas, Nevada     |                                                    |
| Derrota | 13-4   | Donald Cerrone     | Nocaute Técnico (desistência)   | UFC 187: Johnson vs. Cormier           | 23/05/2015 | 2     | 4:44  | Las Vegas, Nevada     |                                                    |
| Vitória | 13-3   | Shane Campbell     | Nocaute Técnico (socos)         | UFC 186: Johnson vs. Horiguchi         | 25/04/2015 | 1     | 4:53  | Montreal, Quebec      |                                                    |
| Derrota | 12-3   | Alan Patrick       | Decisão (unânime)               | UFC 169: Barão vs. Faber II            | 01/02/2014 | 3     | 5:00  | Newark, New Jersey    |                                                    |
| Vitória | 12-2   | Renee Forte        | Nocaute (socos)                 | UFC 165: Jones vs. Gustafsson          | 21/09/2013 | 1     | 2:01  | Toronto, Ontario      |                                                    |
| Vitória | 11-2   | Daron Cruickshank  | Decisão (unânime)               | UFC 158: St. Pierre vs. Diaz           | 16/03/2013 | 3     | 5:00  | Montreal, Quebec      |                                                    |
| Vitória | 10–2   | Sam Stout          | Decisão (unânime)               | UFC 154: St-Pierre vs. Condit          | 17/11/2012 | 3     | 5:00  | Montreal, Quebec      |                                                    |
| Derrota | 9–2    | Anthony Njokuani   | Decisão (unânime)               | UFC 145: Jones vs. Evans               | 21/04/2012 | 3     | 5:00  | Atlanta, Georgia      | Peso Casado (158 lbs). Makdessi não bateu o peso.  |
| Derrota | 9–1    | Dennis Hallman     | Finalização (mata leão)         | UFC 140: Jones vs. Machida             | 10/12/2011 | 1     | 2:58  | Toronto, Ontario      | Peso Casado (158.5 lbs). Hallman não bateu o peso. |
| Vitória | 9–0    | Kyle Watson        | Nocaute (soco rodado)           | UFC 129: St-Pierre vs. Shields         | 30/04/2011 | 3     | 1:27  | Toronto, Ontario      |                                                    |
| Vitória | 8–0    | Pat Audinwood      | Decisão (unânime)               | UFC 124: St-Pierre vs. Koscheck 2      | 11/12/2010 | 3     | 5:00  | Montreal, Quebec      |                                                    |
| Vitória | 7–0    | Bendy Casimir      | Decisão (unânime)               | Mixed Fight League 3                   | 25/09/2010 | 3     | 5:00  | Montreal, Quebec      |                                                    |
| Vitória | 6–0    | Lindsey Hawkes     | Nocaute Técnico (socos)         | Canadian Fighting Championship 4       | 26/02/2010 | 2     | 4:59  | Winnipeg, Manitoba    |                                                    |
| Vitória | 5–0    | Brandon McArthur   | Nocaute Técnico (inter. médica) | Ringside MMA: Rivalry                  | 14/11/2009 | 1     | 5:00  | Drummondville, Quebec |                                                    |
| Vitória | 4–0    | Iraj Hadin         | Nocaute Técnico (socos)         | Ringside MMA: Rage Fighting            | 22/08/2009 | 2     | 4:48  | Montreal, Quebec      |                                                    |
| Vitória | 3–0    | Amir Uddin         | Nocaute Técnico (socos)         | XMMA 7: Inferno                        | 27/02/2009 | 2     | 3:06  | Montreal, Quebec      |                                                    |
| Vitória | 2–0    | Dan Dechaine       | Nocaute Técnico (socos)         | XMMA 6: House of Pain                  | 08/11/2008 | 1     | 1:48  | Montreal, Quebec      |                                                    |
| Vitória | 1–0    | Todd Westcott      | Nocaute Técnico (socos)         | XMMA 5: It's Crow Time                 | 13/09/2008 | 1     | 3:06  | Montreal, Quebec      |                                                    |